# Караньяли
Каранья́ли (рос. Караньялы, чув. Караньяль) — присілок у складі Маріїнсько-Посадського району Чувашії, Росія. Входить до складу Першочурашевського сільського поселення.
Населення — 361 особа (2010; 356 у 2002).
Національний склад:
- чуваші — 98 %